# Тихий Дон (поезд)
«Ти́хий Дон» — скорый пассажирский фирменный поезд № 019С/020С повышенной комфортности, осуществляющий перевозку пассажиров по маршруту Ростов-на-Дону — Москва — Ростов-на-Дону.
Цены на билеты в среднем выше на 10-20 %. Этот поезд удобен тем, кто желает быстро попасть в Москву или из Москвы, но не может или не хочет лететь самолётом (например, по причине нелётной погоды в межсезонье). Поезд удобен для командировочных и деловых людей. Основная загрузка поезда пассажирами приходится на северные районы Ростовской области и южные районы Воронежской, по причине довольно близкого расстояния для использования самолёта.

## Маршрут

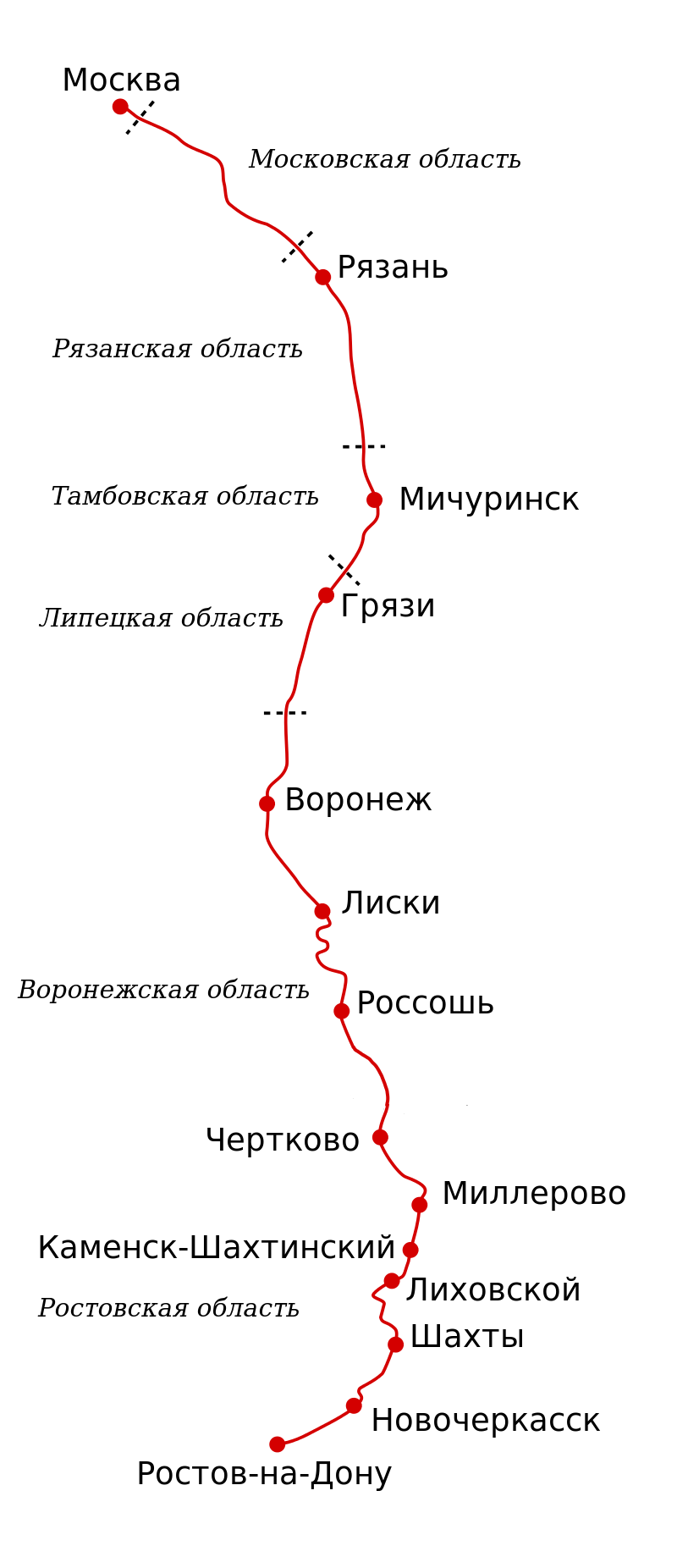
Схема маршрута поезда «Тихий Дон»

За время существования поезда расписание его движения и маршрут несколько раз менялись. В настоящее время поезд «Тихий Дон» формируется в Ростове-на-Дону Северо-Кавказской железной дороги. На Июнь 2019 года действовало следующее расписание:
- Отправление скорого поезда № 019 «Тихий Дон» (Ростов-Главный — Москва-Казанская) в 15:22.
  - Прибытие в Москву в 07:35.
- Отправление поезда № 020 «Тихий Дон» (Москва-Казанская — Ростов-Главный) в 18:42
  - Прибытие в Ростов-на-Дону в 10:36.

Время в пути — около пятнадцати - Шестнадцати часов. Длина маршрута 1223 километра.
Промежуточные остановки:
- Новочеркасск
- Шахтная (г. Шахты)
- Лихая (мкр. Лиховской, г. Каменск-Шахтинский)
- Каменская (г. Каменск-Шахтинский)
- Миллерово
- Кутейниково
- Россошь
- Лиски
- Воронеж
- Грязи
- Мичуринск
- Рязань

Поезд пересекает несколько областей России: Ростовскую, Воронежскую, Липецкую, Тамбовскую, Рязанскую, Московскую. Железные дороги, обслуживающие поезд: Северо-Кавказская, Юго-Восточная, Московская.

## Характеристика
Поезд «Тихий Дон» особой комфортности подтверждает свой статус фирменного поезда. Он имеет собственное название и особое внутреннее и внешнее оформление, отличающее его от остальных поездов.
Название, как и положено фирменному поезду, связано с историей региона, в котором он формируется, его традициями и обычаями. Название поезд «Тихий Дон» получил в память о широко известном в России и за рубежом произведении Михаила Шолохова «Тихий Дон». Роман-эпопея повествует о культуре и быте донских казаков в XIX—XX веках. За написание этого романа автор, уроженец Ростовской области, был удостоен Нобелевской премии.
Наружной отличительной чертой «Тихого Дона» является особенная окраска. Основной цвет корпуса вагонов светло-серый. Межоконная полоса небесно-голубого цвета в сочетании с тонкой подоконной полосой красного цвета. Иногда к составу подцепляют локомотивы (в основном это электровозы ЧС8) с окраской, аналогичной окраске пассажирских вагонов. Торцы вагонов полностью светло-серого или небесно-голубого цвета.
Такая же окраска наблюдалась и у фирменного поезда «Атаман Платов», осуществлявшего перевозки по тому же маршруту до 1 июня 2009 года. Вагоны обоих поездов взаимозаменяемы. В настоящее время поезд «Атаман Платов» следует по маршруту Ростов-Адлер.
Наружные информационные таблички на вагонах исполнены в стиле Российского Триколора с надписью или в стиле флага Ростовской области сходного с флагом Войска Донского.
Обслуживающий персонал поезда, в частности проводники одеты в форму с преобладающими красными или синими цветами. Иногда в форменной одежде проводников используются некоторые элементы казачьих костюмов.
Нумерация с головы поезда в Ростове, с хвоста — в Москве.

## Состав поезда

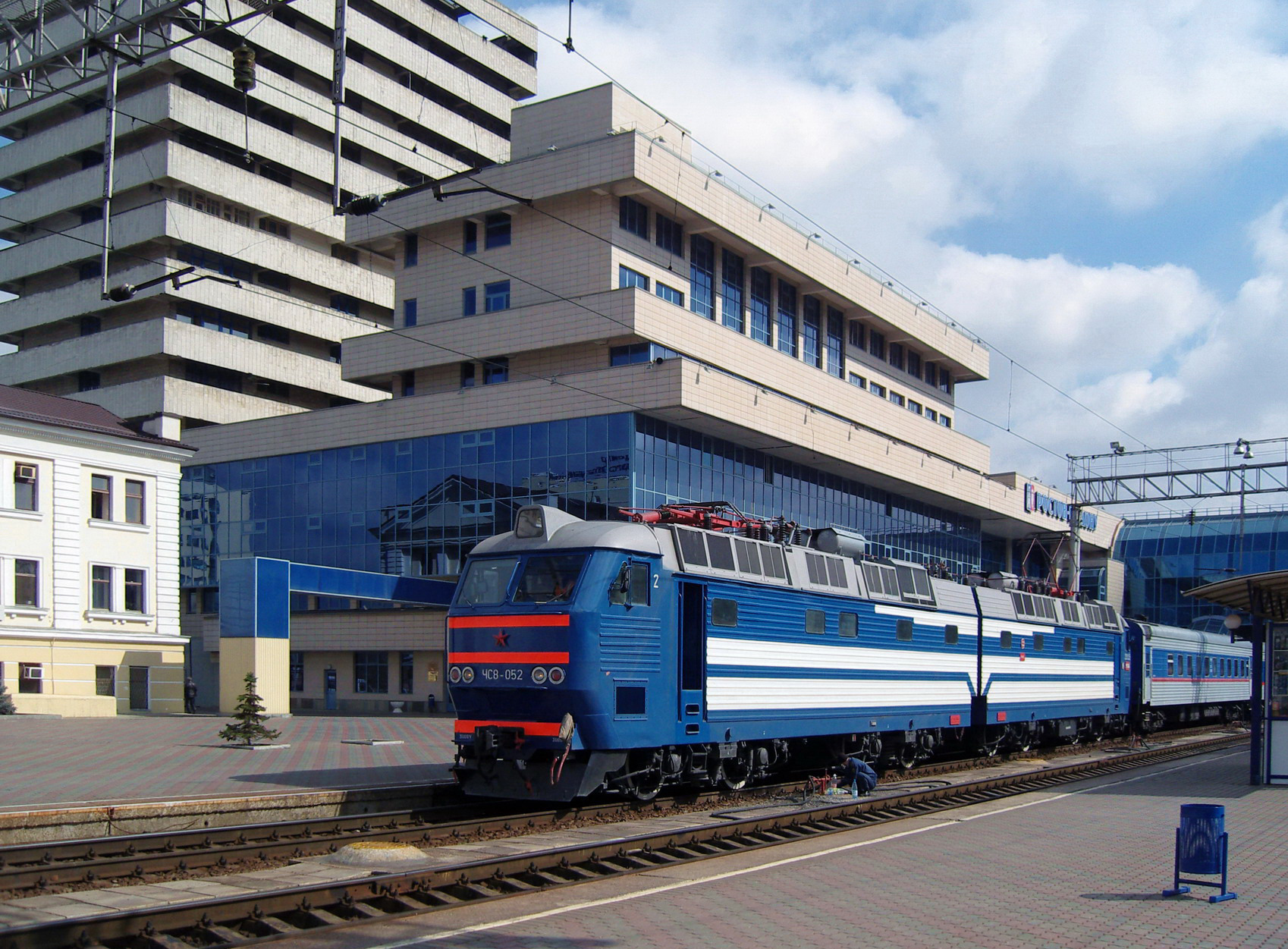
Поезд «Тихий Дон» на вокзале «Ростов-Главный». Ростов-на-Дону

Поезд «Тихий Дон» состоит из 15-16 вагонов разной категории. В основном это вагоны производства Тверского вагоностроительного завода (ТВЗ). В поезде предусмотрена гладильная комната, душевая кабина, товары первой необходимости в дороге. В каждом вагоне находятся настольные игры: шахматы, шашки, домино и нарды. В аптечках каждого вагона, кроме лекарств и предметов для оказания первой помощи, присутствует сфигмоманометр для измерения артериального давления.

### Общий вагон
Общий вагон присутствовал в составе поезда осенью и зимой 2007 года. В настоящий момент не предусмотрен.

### Плацкартные вагоны
Плацкартные вагоны новой модели ТВЗ 61-4447, а также вагоны старого типа, прошедшие капитальный ремонт на Днепропетровском вагоноремонтном заводе (Украина). Вагоны пользуются спросом, но включаются в состав в малом количестве. В летние периоды их иногда может не быть.

### Купейные вагоны
В поезде два вида купейных вагонов. Обычные четырёхместные купе экономкласса, и вагоны купе с КУ (купе с услугами), раздельные купе для мужчин и женщин, с питанием в два рациона. Основная модель вагонов ТВЗ 61-4440.

### Вагоны СВ
СВ вагоны представлены в двух видах. С обычными двухместными купе и купе бизнес класса СВ+ модели 61-4445 повышенной комфортности. Купе в таких вагонах оснащены специальными установками «Сервер 1.01», позволяющими транслировать три телевизионные программы по кабельной линии и шесть радиопрограмм на частоте FM. Такие же вагоны используются в новых поездах класса «Премиум» .

### Штабной вагон
В штабном вагоне предусмотрены купе повышенной классности . Также этот вагон оснащён специальными купе для пассажиров с ограниченными физическими возможностями. Такие купе шире обычных, а полки имеют три положения — лёжа, сидя, полусидя. Рядом с купе — туалеты, в которые можно заехать в инвалидной коляске. Также этот вагон оборудован душевой.

### Вагон-ресторан
В составе поезда курсирует вагон-ресторан. В меню присутствуют фирменные блюда и комплексные обеды. В период поста — постные блюда. По заказу пассажиров могут быть приготовлены и диетические блюда. Всегда присутствуют блюда донской кухни. Пассажиры могут заказать завтрак, обед или ужин с доставкой в купе.

## Локомотивы

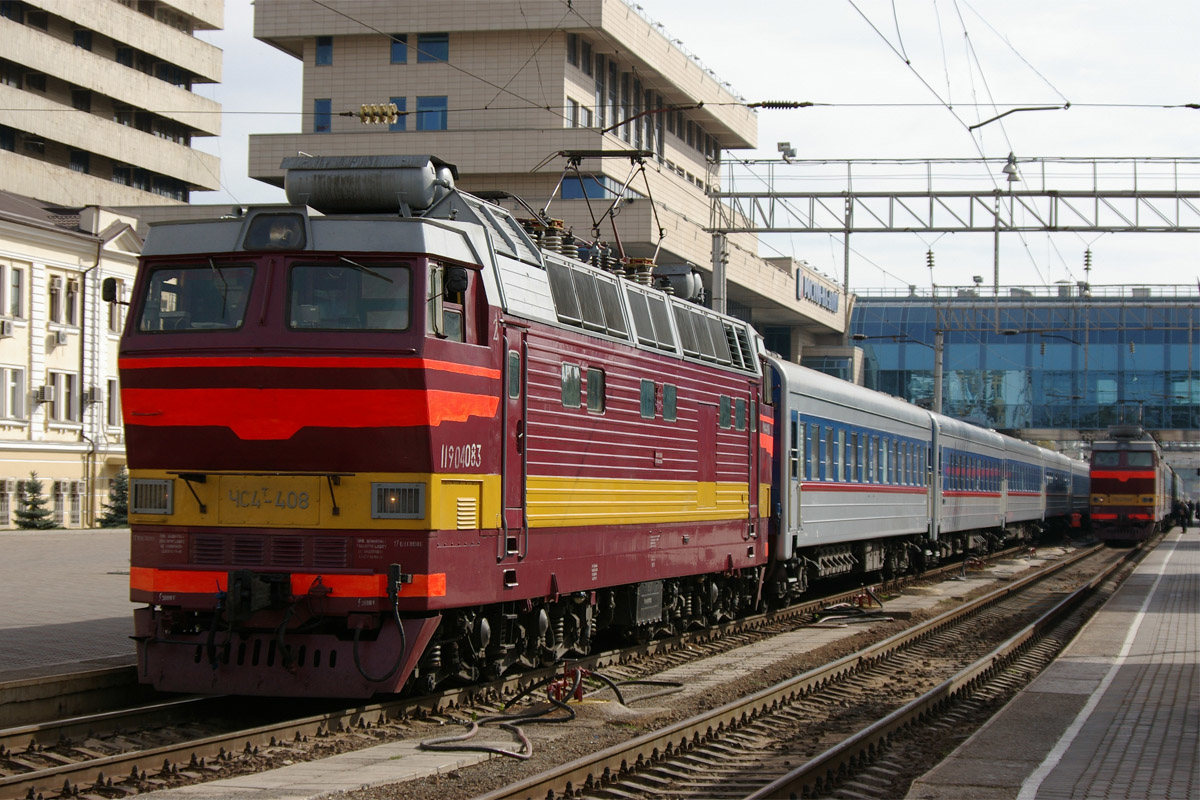
Поезд «Тихий Дон» с локомотивом ЧС4т-408

Основным типом локомотивов являлся электровоз ЧС8 — электровоз переменного тока. Основные электрические параметры контактной подвески 25х2 кВ, 50Гц. Этот тип электрического тока используется на большей части пути «Тихого Дона». Иногда использовались электровозы ЧС4т и ЭП1М. На участке Рязань — Москва в проводах контактной подвески постоянного тока использовались электровозы постоянного тока ЧС2к или ЧС7.
В недавнее время использовались электровозы двойного питания ЭП10. Это позволяет эксплуатировать поезд без промежуточной перецепки локомотивов.
В настоящее время состав ходит под управлением новочеркасских электровозов двойного питания серии ЭП20

## История
Первый рейс фирменного скорого поезда № 19 «Тихий Дон» состоялся в начале января 1966 года. На митинге, посвящённом новому фирменному поезду, присутствовали первые лица Ростова-на-Дону и Ростовской области. Поезд был сформирован из  вагонов тёмно-синего цвета с красной подоконной полосой. Надпись крупными буквами «Тихий Дон» присутствовала на каждом вагоне.

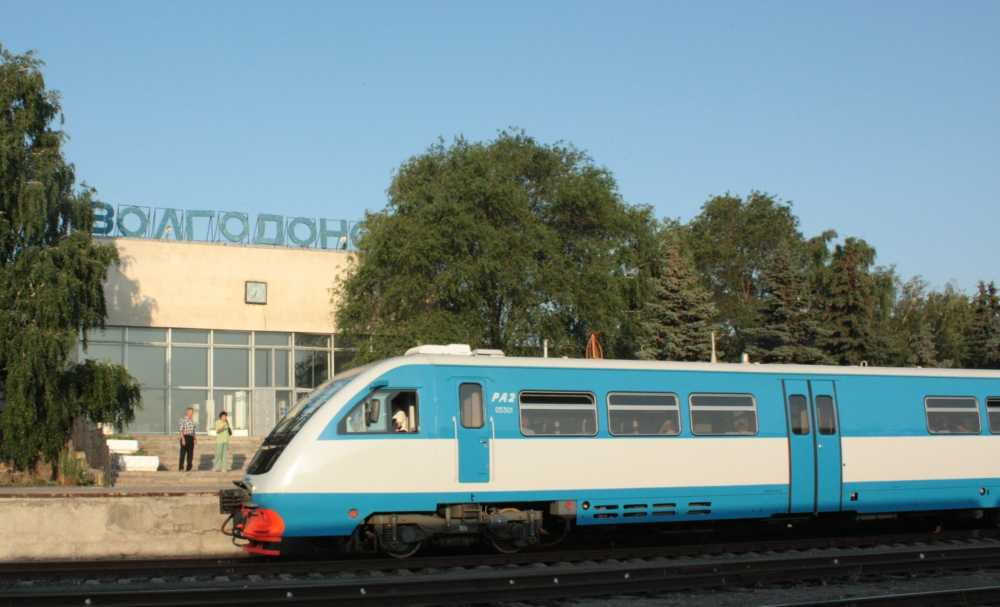
Пригородный поезд на первом пути на вокзале «Волгодонск». Виден путь № 2

В неспокойное время реформ 1990-х годов в угольных бассейнах Российской Федерации, в том числе в шахтёрских районах Ростовской области, из-за хронических невыплат зарплат шахтёрам сложилась тяжёлая социальная ситуация. Доведённые до отчаяния горняки перекрыли железные дороги по всей России, в том числе и железнодорожную магистраль на участке Ростов — Лихая, в районе города Шахты. Единственная крупная электрифицированная магистраль, связывающая весь юг России с севером, по которой осуществлял движение и «Тихий Дон», оказалась парализована. Руководители Министерства Путей Сообщения вспомнили о существовании параллельной данному участку линии Куберле — Морозовск, в двухстах километрах на востоке области. Десятки пассажирских поездов направили туда в обход. Перевалочным пунктом оказалась станция «Волгодонская» города Волгодонска. Тепловозов не хватало (участок не электрифицирован), поезда опаздывали. Поезд «Тихий Дон» тоже был направлен в обход. На «Волгодонской» места у перрона первого пути уже не было — стоял другой пассажирский состав. Впервые в истории своего существования, скорый фирменный поезд «Тихий Дон» был принят на второй путь.
В начале 2000-х годов окраску поезда изменили на ту, которая используется в настоящее время.
До 1 июня 2009 года номер поезда был 19-й в Москву и 20-й из Москвы. В связи с появлением поездов нового типа «Премиум», были произведены некоторые изменения в расписании. Фирменный поезд № 99/100 «Атаман Платов» был переведён в дневной график и переименован в «Тихий Дон», а сам 19/20 номер и номер фирменного поезда «Урал» 15/16 появились у поезда «Премиум» Ростов — Москва — Екатеринбург. Также произошли небольшие изменения в расписании движения.
На момент 2019 года поезд имеет номер 19(019С) в Москву и 20-й(020С) из Москвы.
С 15 мая 2019 г начали курсировать беспересадочные вагоны с сообщением Москва-Таганрог-Москва

## Поезд «Тихий Дон» в кино
В телевизионном сериале «Оперативный псевдоним — 2» был показан поезд «Тихий Дон». Главный герой сериала Макс Карданов и бандит по имени Фахид садятся в СВ вагон вместе с двумя девушками.

## Поезд «Тихий Дон» в литературе
Известный писатель детективного жанра из Ростова-на-Дону Данил Корецкий упоминал в своих романах поезд «Тихий Дон», как фирменный скорый поезд с аналогичным названием, следующий по маршруту «Тиходонск — Москва — Тиходонск». Прототипом Тиходонска в этих романах был город Ростов-на-Дону.